# Bombardement du 14 avril 2023 de Sloviansk
Le bombardement du 14 avril 2023 de Sloviansk est survenu le 14 avril 2023, le vendredi saint chrétien orthodoxe, lorsqu'une frappe de missile russe S-300 a frappé des bâtiments résidentiels à Sloviansk, en Ukraine, lors de l'invasion russe de l'Ukraine,. 15 civils ont été tués et 24 autres ont été blessés. 34 immeubles d'appartements, bâtiments administratifs et magasins ont été endommagés par les explosions.

## Réactions
Le président ukrainien Volodymyr Zelensky a condamné l'attaque, notant qu'elle montre la cruauté de la Russie puisqu'elle a été perpétrée pendant la fête religieuse de Pâques.